# Nuno Assis
Nuno Assis (Lousã, 25 de noviembre de 1977) es un exfutbolista portugués, y su posición era la de mediocampista. Se hizo famoso por sus actuaciones en el Vitória de Guimarães que le llevaron a ir convocado con la selección nacional y una transferencia, en enero de 2005, para el SL Benfica. Se retiró en 2016 siendo el AC Omonia Nicosia de Chipre su último equipo.

## Selección nacional
Ha sido internacional con la selección de fútbol de Portugal, ha jugado 2 partidos internacionales.

## Clubes
| Club              | País           | Año       |
| ----------------- | -------------- | --------- |
| SC Lourinhanense  | Portugal       | 1996-1999 |
| FC Alverca        | Portugal       | 1999-2000 |
| Gil Vicente FC    | Portugal       | 2000-2001 |
| Vitória SC        | Portugal       | 2001-2005 |
| SL Benfica        | Portugal       | 2005-2008 |
| Vitória SC        | Portugal       | 2008-2010 |
| Al-Ittihad        | Arabia Saudita | 2010-2011 |
| Vitória SC        | Portugal       | 2011-2012 |
| AC Omonia Nicosia | Chipre         | 2012-2016 |